# Västra Ämtervik
För andra betydelser, se Västra Ämtervik (olika betydelser).
Västra Ämtervik är en tätort i Sunne kommun, Värmlands län och kyrkbyn i Västra Ämterviks socken.

## Befolkningsutveckling
| Befolkningsutvecklingen i Västra Ämtervik 1960–2020 | Befolkningsutvecklingen i Västra Ämtervik 1960–2020 | Befolkningsutvecklingen i Västra Ämtervik 1960–2020 | Befolkningsutvecklingen i Västra Ämtervik 1960–2020 | Befolkningsutvecklingen i Västra Ämtervik 1960–2020 |
| --------------------------------------------------- | --------------------------------------------------- | --------------------------------------------------- | --------------------------------------------------- | --------------------------------------------------- |
|                                                     |                                                     |                                                     |                                                     |                                                     |
| År                                                  |                                                     |                                                     | Folkmängd                                           | Areal (ha)                                          |
| 1960                                                | 1960                                                |                                                     | 310                                                 |                                                     |
| 1965                                                | 1965                                                |                                                     | 318                                                 |                                                     |
| 1970                                                | 1970                                                |                                                     | 262                                                 |                                                     |
| 1975                                                | 1975                                                |                                                     | 260                                                 |                                                     |
| 1980                                                | 1980                                                |                                                     | 285                                                 |                                                     |
| 1990                                                | 1990                                                |                                                     | 324                                                 | 109                                                 |
| 1995                                                | 1995                                                |                                                     | 370                                                 | 110                                                 |
| 2000                                                | 2000                                                |                                                     | 358                                                 | 110                                                 |
| 2005                                                | 2005                                                |                                                     | 371                                                 | 110                                                 |
| 2010                                                | 2010                                                |                                                     | 366                                                 | 108                                                 |
| 2015                                                | 2015                                                |                                                     | 382                                                 | 143                                                 |
| 2020                                                | 2020                                                |                                                     | 375                                                 | 117                                                 |
|                                                     |                                                     |                                                     |                                                     |                                                     |

## Samhället
Västra Ämterviks kyrka uppfördes åren 1818-20 efter ritningar av byggmästaren J Westman.
I Västra Ämtervik, invid sjön Fryken, ligger Sillegården som uppfördes 1915 av den berömda textilkonstnären Ida Sahlström. Sillegården är bevarad och fungerar idag som hotell och i den stora matsalen i fornnordisk stil finns en restaurang.